# 5820 Babelsberg
5820 Babelsberg (1989 UF7) là một tiểu hành tinh vành đai chính được phát hiện ngày 23 tháng 10 năm 1989 bởi Freimut Börngen ở Tautenburg.